# Sinfonía n.º 3 (Saint-Saëns)

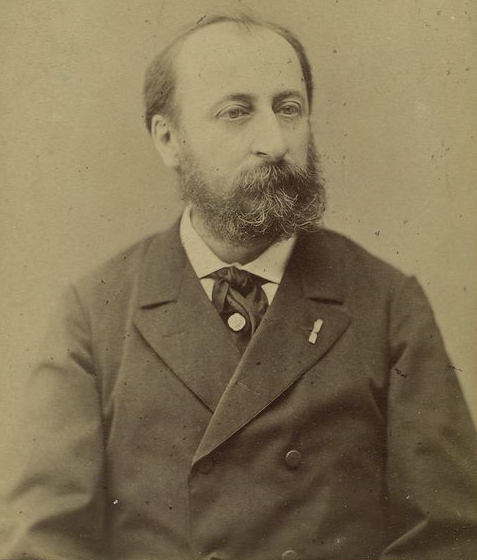
Saint-Saëns hacia 1880.

La Sinfonía n.º 3 en do menor, Op. 78, también conocida como "con órgano" o en francés "avec orgue", fue compuesta por Camille Saint-Saëns en 1886. La partitura está dedicada a la memoria de Franz Liszt.

## Historia

### Contexto
El origen de esta pieza se encuentra en un encargo realizado por la Sociedad Filarmónica de Londres, al igual que ya habían hecho con la Sinfonía n.º 9 de Beethoven o la Sinfonía italiana de Mendelssohn. Los directores de la Sociedad acordaron el 4 de julio de 1885 el encargo de una nueva obra orquestal específicamente francesa. Para esta tarea prefían a Charles Gounod, quedando como candidatos de reserva Léo Delibes, Jules Massenet y Saint-Saëns. El destino de las peticiones a estos otros compositores sigue sin estar claro, si es que llegaron a enviarse. Lo que sí se sabe es que al año siguiente la Sociedad organizó la visita a Londres de Saint-Saëns como solista de piano en un concierto de su elección (el Concierto para piano n.º 4 de Beethoven), y éste pidió que se programara también su poco interpretada Sinfonía n.º 2 en la menor. La Sociedad respondió solicitando "alguna obra sinfónica expresamente para la siguiente temporada", a lo que Saint-Saëns accedió rápidamente, respondiendo en una carta fechada el 25 de agosto de 1885 "sin comprometerme formalmente, puedo prometerle que haré todo lo posible por responder a su deseo y escribir una nueva sinfonía por el bien de la Sociedad Filarmónica".
La aceptación del encargo por parte de Saint-Saëns fue inusual. Por un lado, habían pasado casi treinta años desde su última sinfonía de 1859, y su reputación como compositor de conciertos derivaba principalmente de sus conciertos para piano y poemas sinfónicos. Por otro lado, el interés de la Sociedad por una obra orquestal o sinfónica de un compositor francés habría excluido una sinfonía propiamente dicha, ya que el género sinfónico había sido ampliamente ignorado por los compositores franceses. Las sinfonías se interpretaban con regularidad en las salas de conciertos parisinas y aparecían en más de la mitad de las series de los "Grands concerts" que formaban las sociedades orquestales de Jules Pasdeloup, Édouard Colonne y Charles Lamoureux. Pero casi todas eran de compositores austro-alemanes y nórdicos, especialmente de Ludwig van Beethoven, Felix Mendelssohn y Robert Schumann. Los compositores sinfónicos franceses de finales del siglo XVIII y principios del XIX, como François Joseph Gossec, Simon Leduc o Étienne Nicolas Méhul, eran prácticamente desconocidos a finales del siglo XIX. Los esfuerzos sinfónicos de compositores franceses posteriores, incluidos los de Gounod y las primeras sinfonías del propio Saint-Saëns, rara vez fueron interpretadas, mientras que la sinfonía juvenil de Georges Bizet permanecería desconocida hasta 1933. Las contadas excepciones, como el estreno en 1869 de la Sinfonía Roma de Bizet por Pasdeloup en su ciclo Concerts populaires, no fueron muy bien acogidas por los asistentes a conciertos parisinos.
Jann Pasler y Andrew Deruchie sostienen que la decisión de Saint-Saëns de componer una sinfonía es "una respuesta directa al... wagnerismo en Francia". En el periodo anterior a la composición de la sinfonía, Saint-Saëns había advertido a los compositores franceses contra la adopción de técnicas e ideas wagnerianas, no por su falta de mérito o valor estético, sino por su incompatibilidad fundamental con el carácter y la sensibilidad franceses, exhortándoles: "jóvenes músicos, si queréis llegar a ser algo, ¡seguid siendo franceses!". En 1871 Saint-Saëns y Romain Bussine habían fundado la Société Nationale de Musique para dar a conocer la música francesa organizando conciertos de música orquestal y de cámara con compositores franceses. Pero en 1885 Saint-Saëns se encontraba cada vez más marginado dentro de la Société Nationale. Vincent d'Indy y Henri Duparc, ambos discípulos de César Franck y entusiastas defensores del wagnerismo, tomaron el control y abrieron la programación de la Société Nationale a la música no francesa, en especial a la alemana. La opinión de Saint-Saëns queda patente en la siguiente cita:

«De surcroît, son (i.e. Vincent d'Indy) rôle au sein de la Société Nationale de Musique, représentant d'une "coterie Césarienne et Wagnérienne" qui a contribué à en faire un "salon fermé", sans "aucun rapport avec les intentions de ses fondateurs".»
«Además, su papel (es decir, el de Vincent d'Indy) en el seno de la Société Nationale de Musique, representante de una "camarilla cesariana [de César Franck] y wagneriana" que contribuyó a hacer de ella un "salón cerrado", sin "relación alguna con las intenciones de sus fundadores".»

Por ello se ha sugerido que para Saint-Saëns la sinfonía, en su formato, representaba "un vehículo apropiado para una respuesta musical" al creciente wagnerismo en Francia "persiguiendo (...) el mismo género que, según Wagner y al menos algunos de sus defensores franceses, había ordenado el drama musical después de agotarse con Beethoven" y que la sinfonía era una oportunidad "para dar una respuesta clásica a las preocupaciones de Wagner y de los wagnerianos franceses". El propio Saint-Saëns no atribuyó ninguna motivación a su decisión de escribir una sinfonía, más allá del interés por el género que podría deducirse de su petición de que se programara su anterior Sinfonía n.º 2.

### Composición
La trayectoria de Saint-Saëns en el género sinfónico ha quedado plasmada en cinco obras. Las dos primeras están sin numerar: la Sinfonía en la mayor de 1850 y la Sinfonía en fa mayor conocida como "Urbs Roma" o "Ciudad de Roma" de 1856. Las otras tres están numeradas: la Sinfonía n.º 1 en mi bemol mayor de 1853, la Sinfonía n.º 2 en la menor de 1859 y su famosa Sinfonía n.º 3 en do menor subtitulada "avec orgue" o "con órgano" de 1886. De sus cinco sinfonías esta fue cronológicamente la quinta y última en ser escrita, cuando el compositor tenía 51 años.
La composición de este opus probablemente se inició a finales del verano de 1885 se concentró en los primeros meses de 1886 y fue finalizada en abril de ese año, según atestigua la partitura autógrafa así como la correspondencia entre Saint-Saëns y su editor Durand y el secretario honorario de la Sociedad, Francesco Berger. Mientras trabajaba en esta sinfonía, el compositor estaba ocupado creando la que sería una de sus obras más populares, El carnaval de los animales. En una carta de febrero de 1886 escribe sobre ello a su editor Durand:

«Estoy en proceso de perpetrar una vasta composición para el próximo carnaval. Es una sola partitura. Sólo me queda por escribir el Finale. ¡Catorce piezas! Me preguntas si no sería mejor trabajar en mi sinfonía. Tienes razón, cien veces razón, pero [el Carnaval de los animales] es tan divertido.»

Saint-Saëns estaba en lo que probablemente fue la cima de su carrera artística pero, aunque vivió hasta 1921, no volvió a componer una sinfonía. Más tarde explicó: "Con ella he dado todo lo que podía dar. Lo que hice no podría conseguirlo de nuevo". Parecía saber que sería su último intento en la forma sinfónica, y escribió la obra casi como una especie de "historia" de su propia carrera: virtuosos pasajes de piano, una brillante escritura orquestal característica del período romántico, y el sonido de un órgano de tubos adecuado para una catedral o la más grande de las salas de conciertos. 
El compositor la inscribió como "Symphonie No. 3 avec orgue" (con órgano) y es conocida popularmente como "Sinfonía con órgano". Pero no es una verdadera sinfonía para órgano, sino simplemente una sinfonía orquestal en la que dos secciones de cada cuatro utilizan el órgano de tubos. 
Saint-Saëns donó la partitura autógrafa de 182 páginas de la Sinfonía con órgano a la Biblioteca Nacional de Francia en septiembre de 1918, pocos años antes de su muerte en 1921. La partitura autógrafa de un primer borrador de esta sinfonía se conserva en la actualidad en la Biblioteca Nacional de Francia y se puede consultar en línea.

### Estreno y primeras interpretaciones

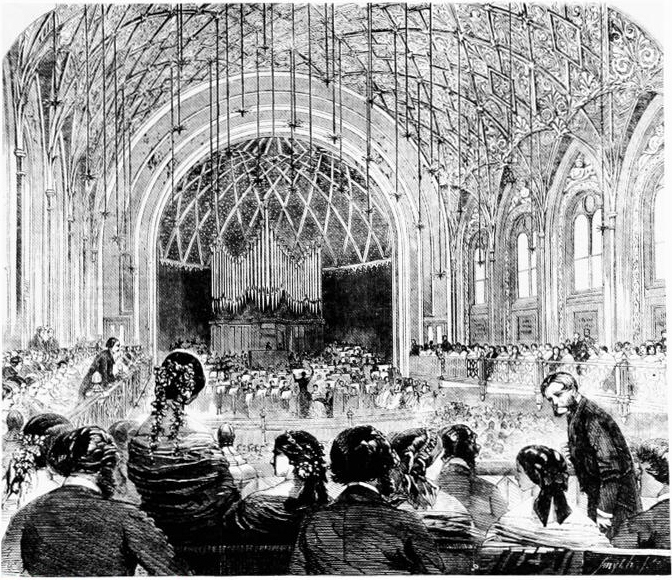
St James's Hall, lugar del estreno.

El estreno se celebró el 19 de mayo de 1886 en el St James's Hall de Londres, bajo la dirección del propio compositor en los conciertos de la Royal Philharmonic Society. En la primera parte del concierto de estreno, Saint-Saëns interpretó como solista el Concierto para piano n.º 4 de Beethoven, bajo la dirección de Arthur Sullivan. En la segunda parte, siguiendo la tradición de la Sociedad de invitar a los compositores a interpretar sus propias obras, el propio Saint-Saëns dirigió la interpretación de su nueva sinfonía. Por sus esfuerzos, Saint-Saëns recibió un honorario de 30 libras. La respuesta de la crítica al estreno londinense fue discreta. En una breve nota en el London Standard (en la foto), el crítico indicaba que necesitaría volver a escuchar la pieza para formarse una opinión.

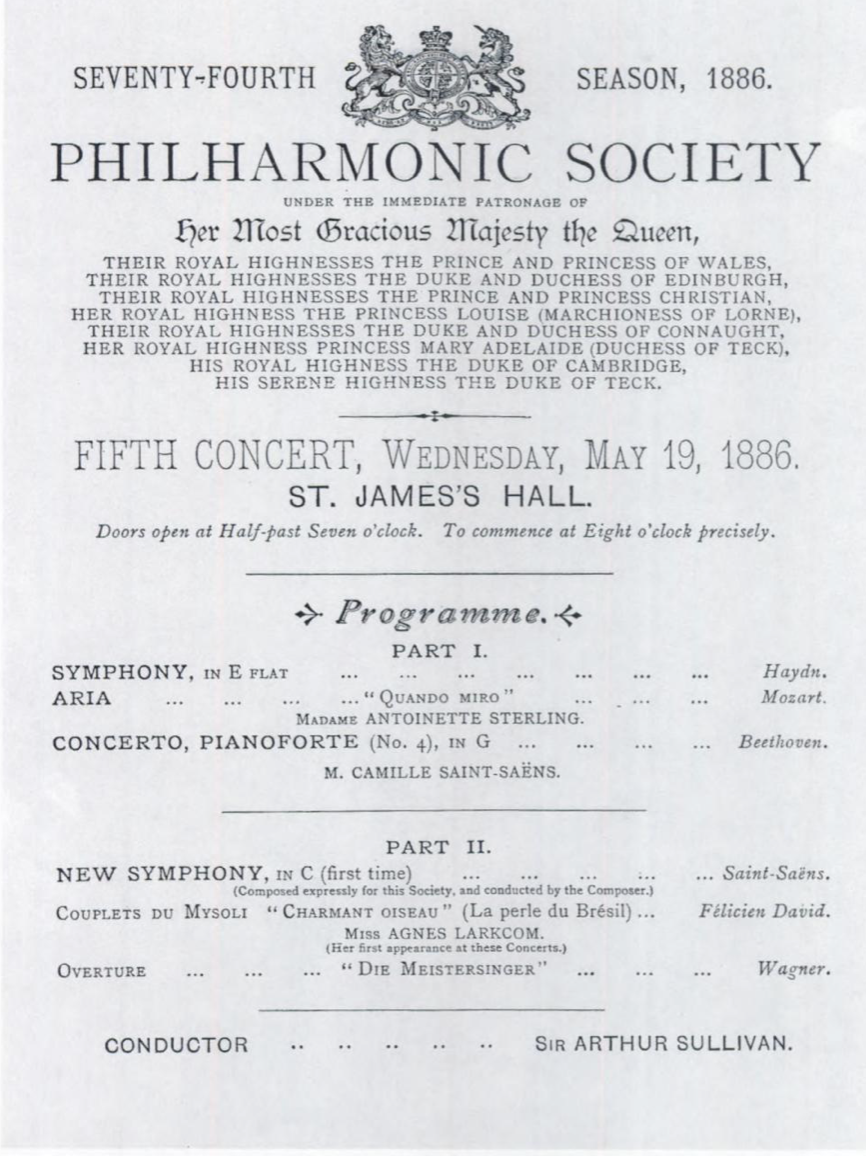
Programa de concierto del estreno de la Sociedad Filarmónica del 19 de mayo de 1886.

La siguiente interpretación fue su estreno en Alemania, que tuvo lugar en agosto de 1886 en Aquisgrán, en un concierto organizado por Fritz Wenigmann que presentaba un programa íntegramente Saint-Saëns, incluida la Rapsodia de Auvernia en la que Saint-Saëns era solista. La sinfonía ocupó la segunda mitad del concierto y fue muy bien recibida.
El estreno francés de la sinfonía se produjo el 9 de enero de 1887 en un concierto de la Société des Concerts también fue dirigido por el compositor. Su buena acogida llevó a que se organizase una tercera programación de la obra, que tuvo lugar el 13 de marzo de 1887.
La primera interpretación de la pieza en Estados Unidos tuvo lugar el 19 de febrero de 1887, bajo la batuta de Theodore Thomas, en el Metropolitan Opera House de Nueva York.
Una notable interpretación de la sinfonía tuvo lugar el 2 de junio de 1913, cuando fue la obra principal de un concierto del Festival del Jubileo celebrado en el Queen's Hall de Londres en honor a Saint-Saëns. El compositor asistió e interpretó un concierto de Mozart, la única obra del programa que no era suya.

### Publicación
La primera edición de la obra fue llevada a cabo por el editor Auguste Durand en 1886 en París.
La dedicatoria que figura en la partitura es: "À la Memoire de Franz Liszt". En principio pretendía ser "un homenaje" al hombre Franz Liszt en vez de a su memoria. Pero la muerte de Liszt se produjo el 31 de julio de 1886, entre el estreno de la obra en Londres y su posterior publicación. De hecho, Liszt escribió a Saint-Saëns una carta fechada el 19 de junio de 1886 para felicitarle por "el éxito de la sinfonía en Londres" y agradecerle su intención de dedicársela. La muerte de Franz Liszt supuso una gran conmoción para Saint-Saëns y la inscripción "à la mémoire de Franz Liszt" fue mucho más que un reconocimiento rutinario de la preeminencia de Liszt como pianista, compositor y administrador.

## Instrumentación
La partitura está escrita para una orquesta formada por:
- Viento madera: 3 flautas (la tercera doblando al flautín), 2 oboes, 1 corno inglés, 2 clarinetes, 1 clarinete bajo, 2 fagotes, 1 contrafagot.
- Viento metal: 4 trompas (2 naturales, 2 cromáticas), 3 trompetas, 3 trombones, 1 tuba.
- Percusión: timbales, bombo, platillos, triángulo.
- Teclado: órgano, piano a cuatro manos.
- Cuerda: una sección de cuerdas con violines I y II, violas, violonchelos y contrabajos.

A las fuerzas típicas de una gran orquesta añade sus instrumentos principales y los de Liszt, el órgano y el piano.

## Estructura y análisis
La sinfonía consta de dos movimientos:
- I. Adagio – Allegro moderato, en do menor 6
8 // Poco adagio 4
4
- II. Allegro moderato – Presto 6
8 // Maestoso 6
4 – Allegro 2
2

La interpretación de la obra dura aproximadamente 35 minutos. El compositor escribió la sinfonía en dos grandes movimientos pero cada uno de ellos se puede dividir en dos partes claras, dando como resultado una estructura tradicional en cuatro movimientos. De hecho en muchas grabaciones la obra aparece dividida en cuatro movimientos. Saint-Saëns había tocado algunas de sus ideas para Liszt en su última visita a París. Cuando falleció Liszt la sinfonía estaba ya muy avanzada, por lo que el alcance de sus connotaciones funerarias debe seguir siendo cuestionable, pero algunas rasgos evidentemente derivan de la práctica del viejo maestro. Saint-Saëns utiliza la transformación temática, también presente en la obertura Spartacus y en el Concierto para piano n.º 4. Esta técnica la observó en los poemas sinfónicos de Liszt, así como en la Sinfonía fantástica de Berlioz. Siguiendo su ejemplo, Saint-Saëns lleva su tema principal a través de transformaciones a lo largo de esta sinfonía. La inclusión de una parte para órgano remite al poema sinfónico Hunnenschlacht de Liszt, y el uso frecuente de secuencias ascendentes para aumentar la tensión es otra huella lisztiana. Lo más revelador de todo es que Saint-Saëns continúa la costumbre de Liszt de presentar un tema de lema y someterlo después a diversas transformaciones de velocidad, tono y contorno.
Liszt no fue la única influencia en la sinfonía. En una carta a Berger, escrita mientras estaba trabajando en ella, el compositor explicaba: "Este diablillo de sinfonía ha subido un semitono; no ha querido quedarse en si menor y ahora está en do menor". Las razones pueden ser dos. En primer lugar, haber dejado la sinfonía en si menor podría haber hecho demasiado obvia la deuda del Allegro inicial con el comienzo de la Sinfonía inacabada de Schubert. En segundo lugar, y quizás más importante, el paso a do menor/mayor permite que el enorme acorde de órgano que lanza el Maestoso esté sostenido por un do grave, la nota más grave del instrumento. También se percibe un homenaje a Bach en el uso de un coral en el Maestoso para unir todos los hilos, y ciertamente Saint-Saëns debe haber tenido a Berlioz en mente, tanto al basar su tema en el Dies irae que figura tan prominentemente en el último movimiento de la Sinfonía fantástica, como en la salvaje escritura para viento madera al comienzo de su segundo movimiento. Pero Saint-Saëns, como Liszt y Berlioz, consideraba que los elementos anárquicos sólo eran deseables dentro de un marco firmemente establecido: el final de la sinfonía proclama con orgullo do mayor y la supervivencia del orden social.
Se ha sugerido que Saint-Saëns utilizó intencionadamente el motivo para sugerir la "resurrección y eternidad" de Liszt. Según Fallon, esta sinfonía no es programática y la coincidencia de tonos con el Dies Irae no tiene relevancia. En el análisis de Deruchie, Saint-Saëns puede que intentara la idea de resurrección vinculada al Dies irae con la renovación del propio género sinfónico. En este sentido se expresaba el propio Saint-Saëns en una carta de 1918 a Pierre Adjutant: "si una sinfonía pudiera reclamar el honor de renovar el género sinfónico, sería mi sinfonía en Do menor, por su inusual división y su uso del órgano". En las extensas notas al programa que preparó para el estreno en Londres, el compositor no menciona ni el Dies Irae, ni intención programática alguna detrás de la obra. En su lugar llamaba la atención sobre las características novedosas de su nueva obra, destacando sus rasgos cíclicos y la inusual partitura para instrumentos de teclado y secciones ampliadas de viento madera y metal, que sugería eran un reflejo de cómo "las obras sinfónicas deberían beneficiarse ahora [del] progreso de la instrumentación moderna".

### I.Adagio – Allegro moderato // Poco adagio
El primer movimiento, Adagio – Allegro moderato – Poco adagio, está escrito en la tonalidad de do menor, en compás de 6/8 y sigue la forma sonata. 
La primera parte del primer movimiento se abre con una breve introducción, marcada Adagio. El tempo cambia a Allegro moderato y la sección de cuerdas interpreta el tema principal. Su carácter es marcadamente dramático, agitado y oscuro, incorpora el canto del principio del Dies irae, que es una melodía asociada tanto a la muerte como a Liszt, en parte debido a la Totentanz. Esta melodía adopta un patrón AABB, típico de las obras del compositor y constituye la idea principal de toda la sinfonía. El tema inicial se transforma y desemboca en una nueva idea más tranquila, elegante y diáfana. A continuación, estos dos temas se presentan simultáneamente en la breve sección de desarrollo. Un nuevo retorno introduce más episodios de transformación. Se produce otra transformación del tema inicial y la orquesta se vuelve a oscurecer de manera espectacular, pero pronto se apacigua con el segundo tema, que lleva al "movimiento" lento.
La segunda parte, marcada con la indicación de tempo Poco adagio, está en re bemol mayor y en compás de 4/4. Funciona como un movimiento "lento" de gran serenidad, paz, y en ciertos momentos, incluso, de cierta elocuencia. Las cuerdas, apoyadas por acordes de órgano, interpretan el tema principal del Poco adagio, que es la sección más conocida de la obra. Las maderas toman esta apacible melodía y la varían hasta que una nueva transformación del tema inicial inyecta una energía contrastante e inquieta. Un retorno del tema del Adagio redondea el movimiento. Hacia el final escuchamos una brillante mezcla de maderas y registros de lengüeta en el órgano. Se cierra con una coda de frases amplias, serenas y elevadas, que crea una atmósfera mística de éxtasis casi religioso.

### II.Allegro moderato – Presto // Maestoso – Allegro
El segundo movimiento, Allegro moderato – Presto // Maestoso – Allegro, está en 6/8. 
La primera parte del segundo movimiento, marcada Allegro moderato – Presto, se inicia con un motivo breve y enérgico. Le sigue una tercera transformación del tema principal de la sinfonía expuesta con un estallido en las cuerdas graves. Es quizá la exposición más intensa y agitada del tema inicial, lo cual allana el camino para el Scherzo. Cuando el tempo cambia a Presto, llega el Scherzo y el piano entra con rápidos arpegios y escalas ascendentes, tocados varias veces sobre diferentes armonías, mientras el acompañamiento de la orquesta dibuja un par de figuras sincopadas. Esta atmósfera alegre y casi frívola es interrumpida por una frase de una mayor intensidad expresiva, más lírica. De inmediato, vuelve el Allegro moderato de apertura. Después en lo que parece una repetición del Presto se introduce un nuevo tema, interpretado por los instrumentos más graves en figuraciones agitadas que anticipan el Finale.
La segunda parte de este movimiento, marcada Maestoso – Allegro, asume las funciones de Finale. Se abre con un poderoso acorde tocado en el órgano. Aparece una nueva transformación del tema principal y esta vez sus vínculos con el Dies irae son muy evidentes. Siguen unas declaraciones tranquilas antes de que el órgano y la orquesta se unan en una poderosa presentación del tema transformado. Tras una sección de desarrollo, la sinfonía se cierra con otra brillante coda en do mayor con todas las fuerzas disponibles.

## Recepción de la obra

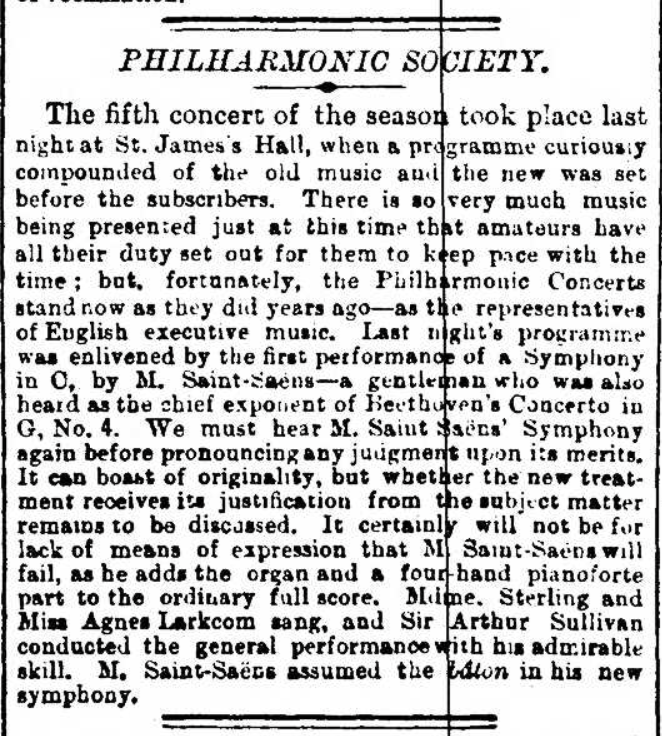
Reseña del concierto en London Standard, 20 de mayo de 1886.

Tras el estreno londinense la respuesta de la crítica fue discreta. En una breve nota publicada en el London Standard (en la foto), el crítico indicaba que necesitaría volver a escuchar la pieza para formarse una opinión.
Los estrenos alemán y francés produjeron una respuesta mucho más entusiasta. La respuesta del público "no tiene precedentes para una obra nueva", y la segunda representación, una semana más tarde, tuvo una acogida similar. Ambroise Thomas presionó al comité de la Société para una tercera audición de la obra, argumentando que la sinfonía era "poderosa y excepcionalmente notable, y dada la invasión de la música alemana, sería bueno ofrecer otra interpretación de esta obra que tanto honra a la escuela francesa".
En el concierto del Festival del Jubileo del 2 de junio de 1913 en el Queen's Hall de Londres, Alexander Mackenzie pronunció un discurso de elogio a Saint-Saëns declarando que había "liderado el avance de la música francesa en todas las ramas, y usted es justamente reconocido hoy como su representante más exaltado y más dotado".
El efecto magistral de la orquestación así como la estructura innovadora cautivaron al público de la época. El tratamiento del órgano y el piano como otros miembros más de la orquesta en lugar de como instrumentos solistas se anticipó a la práctica en la música del siglo XX. Su maestría en el uso de técnicas de la fuga y su transformación temática a partir de un solo tema que unifica toda esta obra abstracta constituyen un gran logro. Según su biógrafo Arthur Hervey la Sinfonía n.º 3 es una de las sinfonías más extraordinarias de los tiempos modernos.

## En la cultura popular
Esta obra ha servido de inspiración a artistas musicales de diversos géneros para crear sus propias versiones. Tanto las adaptaciones como las interpretaciones de la pieza original han sido incluidas en multitud de bandas sonoras de películas, programas de televisión, videojuegos, etc.

### Adaptaciones
- 1977 – "If I Had Words", canción del artista escocés Scott Fitzgerald con Yvonne Keeley que es una versión festiva con ritmo reggae basada en el tema del Maestoso.[29]
- 1999 – "Adagio", tema del disco Metamorfosi del trompetista de jazz italiano Paolo Fresu en hace una adaptación del Adagio.[28]

### Inclusión en bandas sonoras
- 1927 – El legado tenebroso, film dirigido por Paul Leni en el que se oye el primer movimiento.
- 1989 – How to Get Ahead in Advertising, película de Bruce Robinson en la que se incluye esta obra.

- 1995 – Babe, película dirigida por Chris Nolan en la que se adaptó la canción de Scott Fitzgerald como el tema principal. También aparece en la secuela Babe: Pig in the City de 1998 y en muchas otras películas.[30]
- 1995 – Underground, largometraje de Emir Kusturica en la que se puede escuchar el Maestoso, aunque no está incluido en la banda sonora.
- 2008 – Love Exposure, película dirigida por Sion Sono en cuya banda sonora se incluye el Poco adagio.
- 2017 – Song to Song, film de Terrence Malick en la que suena esta sinfonía.

## Discografía selecta
Destacan las grabaciones con los siguientes directores de orquesta y organistas:
- 1949 – Charles Munch, Édouard Nies-Berger (La discothèque idéale de Diapason, vol XXIII).
- 1957 – Paul Paray, Marcel Dupré, Orquesta Sinfónica de Detroit (Mercury).
- 1959 – Charles Munch, Berj Zamkochian, Orquesta Sinfónica de Boston (RCA).
- 1962 – Ernest Ansermet, Pierre Segond (Decca).
- 1966 – Jean Martinon, Marie-Claire Alain (Erato).
- 1968 – Eugene Ormandy, Virgil Fox, Orquesta de Filadelfia (RCA).
- 1976 – Daniel Barenboim, Gaston Litaize al órgano de la catedral de Chartres, Orquesta Sinfónica de Chicago (DG).
- 1980 – Herbert von Karajan, Pierre Cochereau al gran órgano de la catedral de Notre-Dame, Orquesta Filarmónica de Berlín (DG).
- 1986 – James Levine, Simon Preston, Orquesta Filarmónica de Berlín (DG).
- 1990 – Jean-Pierre Loré, Pierre Pincemaille al órgano de la basílica de Saint-Denis, Orchestre français d'oratorio (EROL ER 94001)
- 1997 – Michel Plasson, Matthias Eisenberg (EMI).
- 2021 – Cristian Măcelaru, Olivier Latry al órgano de Radio France, Orquesta Nacional de Francia (Warner Classics).
- 2021 – Jean-Jacques Kantorow, Thierry Escaich al órgano de la Salle philharmonique de Liège, Orquesta Filarmónica Real de Lieja (BIS) Diapason d'Or.